# Sheshiqiao (köpinghuvudort i Kina, Hunan Sheng, lat 29,44, long 111,52)
Sheshiqiao är en köpinghuvudort i Kina. Den ligger i provinsen Hunan, i den södra delen av landet, omkring 200 kilometer nordväst om provinshuvudstaden Changsha. Antalet invånare är 18 581. Befolkningen består av 9 149 kvinnor och 9 432 män. Barn under 15 år utgör 13,0 %, vuxna 15-64 år 75 %, och äldre över 65 år 11,0 %.
Runt Sheshiqiao är det tätbefolkat, med 383 invånare per kvadratkilometer. Närmaste större samhälle är Mengquan, 5,2 km sydväst om Sheshiqiao. I omgivningarna runt Sheshiqiao växer i huvudsak blandskog.
Genomsnittlig årsnederbörd är 1 706 millimeter. Den regnigaste månaden är maj, med i genomsnitt 303 mm nederbörd, och den torraste är december, med 32 mm nederbörd.